# Ferdinand Boogaerts
Ferdinand "Nand" Boogaerts (Sint-Stevens-Woluwe, 25 februari 1921 - Sint-Pieters-Woluwe, 30 juni 2006) is een Belgisch voormalig voetballer die speelde als doelman. Hij voetbalde in Eerste klasse bij Royal White Star AC en Standard Luik en speelde zes interlandwedstrijden  met het Belgisch voetbalelftal.

## Loopbaan
Boogaerts debuteerde in 1938 als doelman in het eerste elftal van toenmalig Eersteklasser Royal White Star AC en verwierf er onmiddellijk een vaste basisplaats. White Star eindigde de volgende seizoenen steeds in de middenmoot van de rangschikking. In de eerste competitie die na de Tweede Wereldoorlog werd gespeeld behaalde White Star een vijfde plaats, meteen de hoogste plaats die de ploeg ooit zou bereiken. Het jaar nadien, in 1947, degradeerde de ploeg naar Tweede klasse. Boogaerts bleef er nog één seizoen spelen.
In 1948 trok Boogaerts naar Standard Luik dat uitkwam in de hoogste afdeling. Boogaerts verwierf er onmiddellijk een vaste basisplaats en behaalde met de ploeg in 1949 een tweede plaats in de eindrangschikking. De volgende seizoenen verzeilde Standard echter steeds in de onderste helft van de  eindrangschikking. Vanaf 1954 kreeg Boogaerts als doelman concurrentie van de tien jaar jongere Toussaint Nicolay. In 1955 werd Boogaerts in het doel definitief verdrongen door Nicolay en zette hij een punt achter zijn spelersloopbaan op het hoogste niveau. In totaal speelde Boogaerts 306 wedstrijden in Eerste klasse.
Tussen 1946 en 1952 werd Boogaerts in totaal 10 maal geselecteerd voor het Belgisch voetbalelftal. Nadat hij in 1946 al eens geselecteerd was als speler van White Star en in 1949 nogmaals als speler van Standard, duurde het nog tot in 1951 vooraleer hij voor de eerste maal in een wedstrijd in het doel mocht staan. In de periode 1951-1952 speelde Boogaerts in totaal zes wedstrijden met de nationale ploeg.